# Parnasovstvo
Parnasovstvo je dobilo ime po Parnasu, mitološkom brijegu muza, čime pjesnici ovog stila ističu svoju povezanost s antikom. Vremenski prethodi simbolizmu, ali strogo uzevši, parnasovstvo i nije moderna stilska orijentacija. Međutim, neki su simbolisti počinjali kao parnasovci, a u jugoslovenskoj i hrvatskoj književnosti, parnasovstvo je bilo važna odlika pjesnika iz tog vremena moderne. Sredinom prošlog vijeka, paralelno s realizmom i nešto prije prije prvih simbolista, grupa francuskih pjesnika surađivala je na zajedničkim zbirkama pjesama, objavljenim 1866., 1869. i 1876. pod nazivom Suvremeni Parnas ("Le Parnasse contemporain"). Ovi pjesnici, Theofil Rothe, Theodore de Banville, Leconte de Lisle, Sully Prudon i dr., vide u umjetnosti cilj svoga postojanja, ona im je smisao života i čini čišću i uzvišeniju stvarnost.
Oni su veliki protivnici svake utilitarnosti poezije. Zalažu se da poezija bude bezlična, objektivna, hladna, uzvišena i veliki značaj daju savršenstvu forme. Iz vanjskog svijeta, kao dekor za svoje pjesme, zanimaju ih : antičko doba i teme iz povijesti i mitologije, kao i egzotična priroda. Iako su se razlikovali jedni od drugih u ciljevima, ipak ih je spajala težnja za jasnim i čistim formama.

## Odlike
Škola predstavlja reakciju protiv romantičarskog sentimentalizma i realističke utilitarnosti. Parnasovci su slijedili doktrinu 
larpurlartizma, koju su promovirali Charles Baudelaire i Théophile Gautier. Izraz ove poezije je depersonaliziran i hladan, njeguje se kult forme (nasuprot sadržaju), teži se ka odvajanju umjetnosti od socijalnih problema i politike. Jedini cilj umjetnosti je njegovanje lijepog. Gautier u svojoj programskoj pjesmi „Umjetnost“ (1857) lijepo u pjesmi shvaća kao savršenstvo forme. Stoga se kao prvi cilj stavlja usavršavanje pjesničkoga zanata po ugledu na likovne umjetnosti. Zahvaljujući eksperimentiranju s formom, posebice sa stihom i metrom, parnasovci su zaslužni za uvođenje novih pjesničkih oblika, a ponajviše za afirmaciju soneta.
U sadržajnome smislu u početku su se koristili temama iz suvremenog života (pejsažne, mitološke i povijesne), a poslije su počeli svoju inspiraciju pronalaziti u mitologiji, epovima, sagama egzotičnih zemalja i prošlih civilizacija, posebno Indije i stare Grčke.
Snažno su utjecali i na simboliste Mallarmea i Verlainea koji su i sami započeli književni rad kao parnasovci.
Pjesništvo parnasovaca teži čistoj umjetnosti radi nje same. Pjesništvo je, kao što je prethodno već rečeno, oslobođeno osjećajnosti i pjesnikove subjektivnosti pa se od pjesnika zahtijeva da sastavlja objektivne pjesme te njeguje klasičnu besprijekornost stiha i izraza.